# Åsnen
Åsnen är en sjö i Alvesta, Tingsryds och Växjö kommuner i Småland och ingår i Mörrumsåns huvudavrinningsområde på småländska sjöplatån. Sjön är cirka 14 meter på sitt djupaste ställe med ett medeldjup på endast 3 meter. Den har en yta på ungefär 150 kvadratkilometer och befinner sig 139 meter över havet. Grunda strandområden och anslutande våtmarker har ett rikt fågelliv och bildar ett ur natursynpunkt viktigt våtmarksområde. Vid provfiske har en stor mängd fiskarter fångats, bland annat abborre, björkna, braxen och gers.
Åsnen är Smålands näst största sjö som ligger helt inom landskapet och den största som ligger inom Kronobergs län. Endast Bolmen är större i Småland. Vättern, som är ännu större, ligger bara delvis i landskapet Småland.
Sjön har en form som är karakteristisk för ett stort antal nordiska sjöar: den är sönderstyckad i flera större och mindre fjärdar (kallas i vissa fall fjordar, till exempel Skatelövsfjorden) och vikar, vilka i stort sett är orienterade på samma sätt med nord-sydlig längdutsträckning. Den betydande Helige å rinner ned i Åsnen från sjön Salen vid Huseby bruk. Åsnen avvattnas av Mörrumsån i sydvästra delen av sjön.
Åsnen har historiskt spelat en viktig roll för transporter, bland annat för Huseby och Ålshults järnbruk, både som vinterväg och båttrafik sommartid samt för flottning av timmer. Den så kallade Holländarvägen från 1600-talet gick över Skatelövsfjorden via Mörrumsån (även parallell vagnsled) till Karlshamn. Förekomst av sjömalm har varit råvarubas till järnbruken. Då vägarna var i mycket dåligt skick användes kyrkbåtar för färd till kyrkorna i Urshult, Skatelöv och Kalvsvik.
Åsnenområdet omgärdades historiskt av två huvudvägar från Växjö, vägen mot Skåne med gästgiverier i Nöbbele, Gottåsa och Diö utmed nuvarande Riksväg 23 samt mot Blekinge med gästgiverier i Uråsa och Kvarnamåla utmed nuvarande Riksväg 27. Mellan dessa huvudvägar var vägnätet länge undermåligt, då det inte fanns några broförbindelser. Vägförbindelsen mellan Huseby och Jät förbättrades på 1800-talet tack vare postväsendets utbyggnad. 
I sjön finns numera ett flertal broförbindelser, bland annat Sirköbron uppförd i mitten av 1800-talet mellan Hössöhalvön och Sirkön samt bron vid Torne, invigd 1884. Ön Kläcklinge har två broförbindelser, den norra också byggd på 1850-talet och den södra genom AK-arbeten under slutet av 1930-talet och början av 1940-talet. Broförbindelse finns också mellan Sirkön och Vemboö, båda öarna i Urshults socken. Den senast tillkomna broförbindelsen går till Borgön.
Det finns ett antal borgar i och runt sjön, bland annat på Sirkön finns fornborgen Vägghall och på en holme i Jäts socken finns Jätsholms borgruin, en borg från medeltiden.

## Delavrinningsområde
Åsnen ingår i delavrinningsområde (627964-143691) som SMHI kallar för Rinner till Utloppet av Åsnen. Medelhöjden är 138 meter över havet och ytan är 72,33 kvadratkilometer. Räknas de 48 avrinningsområdena uppströms in blir den ackumulerade arean 717,43 kvadratkilometer. Aggaå (Skyeån) som avvattnar avrinningsområdet har biflödesordning 2, vilket innebär att vattnet flödar genom totalt 2 vattendrag innan det når havet efter 59 kilometer. Avrinningsområdet består mestadels av skog (45 %). Avrinningsområdet har 150,34 kvadratkilometer vattenytor vilket ger det en sjöprocent på 30,8 %.

## Sjöregleringar
Före 1850 torde Åsnens maximala vattenstånd ha legat vid 140,0 meter över havet eller strax däröver. Det första stora ingreppet kom 1853 då tröskeln vid åfåran vid Ekefors ”skall ligga 3 fot under von Sydows vattenmärke vid den närbelägna Slottsholmen”. Sänkningsåtgärder som följde på beslutet innebar att ån vid Ekefors upprensades och fördjupades samt att Ålshults kanal grävdes, varigenom en ny förbindelse skapades mellan Åsnen och Hönshyltefjorden, med utlopp i Mörrumsån. Åtgärderna innebar att vattennivån i Åsnen kunde sänkas med två fot (60 cm).
”Åsnen har fordom stått 2 fot högre än nu. Undersökning för dess sänkning skedde 1833. Kostnaderna beräknades till 21 000: - kr., hvaraf strandägarne tillsköto hälften. Af statsmedel erhölls andra hälften och därutöfver 3 000: - kr. år 1839, då arbetet fullbordades”. Sänkningen utfördes genom att upptaga en kanal från Ålshultslandet genom Göviks och Trästenshults sjöar till Hönshyltefjorden, som egentligen är en vik af Åsnen. Inom Kalfsviks socken mottager Åsnen ett tillflöde från Vederslöfssjön”.
Finansieringen av sjösänkningsföretagen skedde delvis med statligt stöd. De strandägare som drog nytta av sjösänkningen fick finansiera resten. De socknar som drog störst fördel av sjösänkningen var Skatelöv, Urshult, Kalvsvik, Jät och Västra Torsås i nämnd ordning.
Vattennivåerna i Åsnen var ständigt på tapeten med ett flertal vattendomar och beslut under början och mitten av 1900-talet. En vattendom år 1971, som begärts av Södra Skogsägarna, gav möjlighet att ta mer vatten ur den grunda sjön än tidigare. Laxfisket i Mörrumsån och Mörrums bruks behov av vatten gick före Åsnen och miljön runt sjön. Intressen stod mot varandra, laxen i Mörrumsån, gäddan i Åsnen och Mörrums bruks behov av vatten. Vattnet i Åsnen blev en minst sagt infekterad fråga.
Flera torra somrar i kombination med regleringen fick vattennivån att sjunka. Lägsta vattennivån uppmättes i juni 1976 på 137,46 m ö h. Redan i januari varnas för omfattande fiskdöd på grund av syrebrist i de ”insjöar” som bildats i samband med den hårda tappningen av sjön. Lokaltidningarna skrev spaltmetrar om den här processen – om ministrar på besök, om opinionsmöten, om de torrlagda vikarna och om fiskdöden. Debatten var högröstad och stundom irriterad när motstridiga intressen ställdes mot varandra. Miljöfrågor hanterades av regeringen inom jordbruksdepartementet. Aktionsgruppen Åsnenföreningen stod för motståndet mot vattendomen och sänkningarna av Åsnen med parollen ”Vattnet kvar i Åsnen”.
  I januari 1980 samlades vattendomstolen i Växjö för att avgöra Åsnens framtid och i december 1982, efter mer än tio års långbänk i frågan, fastställs en ny regleringsplan (F77:2). Denna innebar bland annat att Åsnens vattennivå inte får understiga nivån 138,00 och inte överstiga 139,25 m.

## Broar
Byggnationerna av broar inom Åsnenområdet påbörjades vid mitten av 1800-talet. Arbetet med den norra Sirköbron (Sunnanbron) invid Åsnens nationalpark, som går över det hundra meter långa sundet mellan Hössön och Sirkön, skulle enligt kungligt brev 1849 vara avslutat år 1851, men blev det först 1853. Bron byggdes då 4,8 meter bred och av trä för 2 000 daler av torparen Peter Jönsson på Borgön. Den har därefter ombyggts bredare med ett 4,2 meter brett stenvalv och stolpar av sten. Finansieringen kom delvis från försäljningsintäkten av Hössö häradsallmänning år 1840, då greve Posse på Bergkvara gods föreslagit, att en del av denna skulle avsättas till en brobyggnadskassa.
Ön Kläcklinge har två fasta broförbindelser. Bron mellan Kläcklinge/Nabben och Kalvshaga uppfördes 1851 (reparerades 2018) och bron mellan Kläcklinge och Sirkön byggdes av AK-arbetare med start vid Sirkön 1937.
Den södra bron, mellan Sirkön och Vemboö, blev färdig år 1866 efter statsbidrag på 19 001 kronor. Den var då helt och hållet byggd av sten och försedd med fem brovalv, varav fyra var 4,2 meter breda och det mellersta, som försetts med en vindbro, var 5,2 meter. Minnesstenar i Sundslätt markerar både statsmaktens och ortsbefolkningens tacksamhet för brons tillkomst.
Bron vid Torne invigdes 1884. Den tillkom efter att Torne fått en järnvägsstation på linjen mellan Karlshamn och Vislanda, som passerade den västra sidan av Åsnen. Med en svängbro underlättades dåtidens trafik med ångbåtar och pråmar. Gunnar Olof Hyltén-Cavallius var pådrivande vid tillkomsten och uppmärksammas med en minnessten vid ena brofästet. Bron har reparerats och byggts om på 1960- och senast på 1980-talet. Det gamla brovalvet  har bevarats.
Den senast tillkomna broförbindelsen inom Åsnenområdet, under 1950-talet, går till Borgön i Urshult socken.

## Fisk
Vid provfiske har följande fisk fångats i sjön:
| - Abborre - Björkna - Braxen - Gärs - Gädda - Gös - Karpfisk obestämd - Lake - Löja - Mört - Nors | - Sandkrypare - Sarv - Sik - Siklöja - Sutare |